# Schliersee (sø)
 For alternative betydninger, se Schliersee. (Se også artikler, som begynder med Schliersee)
Schliersee er en sø i de Bayerske Kalkalper, beliggende i Landkreis Miesbach i den sydlige del af Regierungsbezirk Oberbayern i den tyske delstat Bayern.

## Geografi
Schliersee ligger omkring 50 kilometer sydøst for München mellem Tegernseer- og Inndalen, tæt ved den østrigske grænse. Den ligger i 777 meters højde og har et areal på 2,241 km². I søen ligger den 2,4 ha ø Wörth, hvorpå der ligger et Gasthaus.
Geologisk set ligger den nordlige del i Flyschzonen og den sydlige del i de Nordlige Kalkalper.
Navnet stammer fra Kloster „Sliersee“ i byen ved søens nordlige ende, Schliersee, der sammen med landsbyerne Neuhaus, Fischhausen und Spitzingsee hører til Bayerns mest benyttede ferieområder.

## Galleri
- Schliersee omkring 1900
- Udsigt fra Brecherspitze over Schliersee
- Udsigt fra Schliersbergalm over Schliersee
- Søen set mod sydøst